# Grenze zwischen Liberia und Sierra Leone

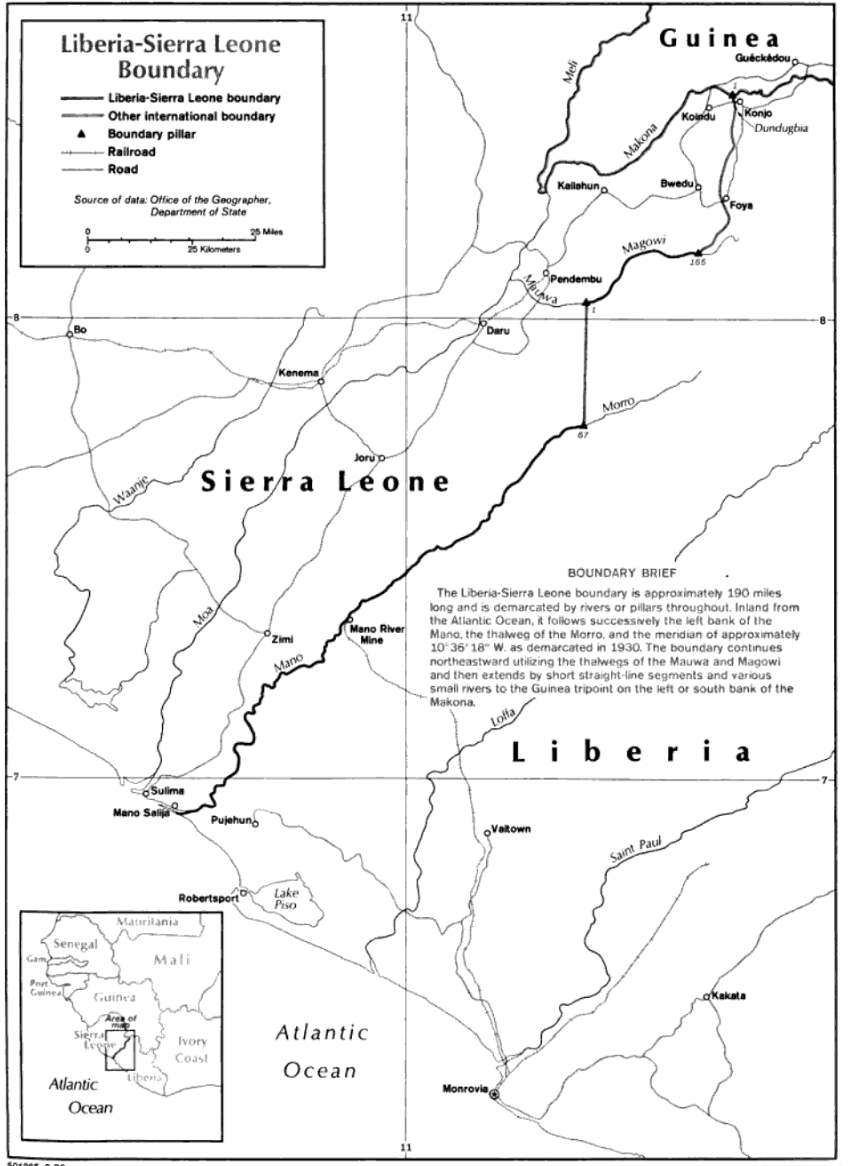
Karte des Grenzverlaufs

Die Grenze zwischen Liberia und Sierra Leone trennt als internationale Land- und Seegrenze die beiden westafrikanischen Staaten Liberia und Sierra Leone. Die Länge der Grenze wird mit 306 oder 299 km (nach der CIA-Karte „approximately 190 miles“) angegeben. Sie verläuft vom Dreiländereck mit Guinea zum Atlantischen Ozean.

## Geschichte
Sierra Leone wurde vom Vereinigten Königreich um 1780 als Aufnahmeort für gerettete und befreite Sklaven gegründet; das Gebiet um Freetown wurde 1808 zur Kronkolonie und in den folgenden Jahrzehnten wurde in den folgenden Jahrzehnten über das Hinterland ausgedehnt. Liberia entstand ab 1822 aus Kolonien für freigelassene nordamerikanische Sklaven. Diese schlossen sich am 26. Juli 1847 zur Republik Liberia zusammen; Maryland in Liberia an der Ostgrenze trat am 6. April 1857 bei.
Mit dem Wettlauf um Afrika dehnten sich die Interessen der europäischen Mächte um 1880 auch auf das Binnenland aus. Am 11. November 1885 wurde ein britisch-liberianischer Grenzvertrag geschlossen, der die Grenze auf den Fluss Mano festlegte. 1903 wurde der Grenzverlauf weiter nördlich festgeschrieben. Durch einen zwischen Frankreich und Liberia abgeschlossenen Grenzvertrag fiel ein beachtlicher Landstreifen unter französische Herrschaft und verkürzte dadurch die Grenze zu Sierra Leone. 1911 kam es zu einem Gebietsaustausch mit Sierra Leone. Die Markierung der Grenze durch eine gemischte Kommission erfolgte in den Jahren 1913 und 1914, die Bestätigung durch ein Übereinkommen aus dem Jahr 1917. 1930 wurden kleinere Korrekturen vereinbart.
Sierra Leone wurde 1961 unabhängig. Durch Bürgerkriege in beiden Staaten war die Situation an der Grenze zwischen 1989 (Beginn des Bürgerkriegs in Liberia) und 2003 (Ende des Bürgerkriegs in Sierra Leone) unsicher.

## Grenzverlauf
Die Grenze verläuft vom Dreiländereck mit Guinea (8°28'48"N, 10°17'24"W) im Fluss Moa oder Makona zunächst im Gelände nach Süden, folgt dann dem Mauwa (Magowi) nach Südwesten, verlässt diesen Fluss rund 5 km nördlich des 8. nördlichen Breitengrads (Grenzstein 1) und verläuft geradlinig nahezu südwärts zum Mano (Grenzstein 67). Diesem folgt sie talwärts bis zur Mündung in den Atlantischen Ozean.

## Orte in Grenznähe

### Liberia
- Mendekoma
- Bo Waterside (Mano River)

### Sierra Leone
- Baiwala
- Bandajuma
- Diselami
- Gonohun